# دونالد تشارلز بالدوين
دونالد تشارلز بالدوين (بالإنجليزية: Donald Charles Baldwin)‏ هو ملحن أمريكي، ولد في 20 أبريل 1953.